# Ilse Fuskova
Ilse Fuskova   (Buenos Aires, 11 de juny de 1929 - Buenos Aires, 27 de juny de 2024) va ser una activista i hostessa argentina que també va fer incursions en el periodisme i la fotografia. Va ser la primera dona que es va atrevir a sortir de l'armari i a declarar-se públicament lesbiana davant les càmeres de televisió. Va ser l'any 1991, quan Mirtha Legrand la va convidar a participar d'un dels seus esmorzars. Va estar casada i va tenir tres fills.

## Biografia
El 1984 es va separar i el 1985 va començar a militar en feminisme i després en el moviment lèsbic-feminista.
El 1988 va presentar una sèrie fotogràfica per a la segona edició de Mitominas: Mitominas II. Els mites de la sang, al Centro Cultural Ciudad de Buenos Aires –avui Centre Cultural Recoleta- del 4 al 27 de novembre de 1988. La sèrie fotogràfica inspirada en l'informe Hite de la sociòloga i sexòloga nord-americana, d'origen alemany, Shere Hite, mostrava en cinc fotografies una parella de lesbianes pintant el seu cos amb sang menstrual. La sèrie fotogràfica sobre la sang de 1988, mai va ser exhibida des de la seva realització. Amb aquest treball, Ilse Fusková va exposar les contradiccions dins del col·lectiu lèsbic que, davant el temor a l'exclusió, van preferir censurar abans que ser censurades. (Rosa, María Laura; 2014)
Va ser coeditora de Cuadernos de Existencia Lesbiana al costat d'Adriana Carrasco, el primer número del qual va ser publicat el 8 de març de 1987. Als anys noranta s'uneix a Gays por los Derechos Civiles al costat de Carlos Jáuregui i va ser determinant en l'enteniment de lesbianes, gais i les primeres activistes trans per organitzar la Primera Marxa de l'Orgull Lèsbic-Gai, de juny de 1992 (Marxa de l'Orgull LGBT de Buenos Aires). Durant vint anys va ser parella de Claudina Marek, amb qui comparteix l'activisme lèsbic. L'any 1994 van publicar, en diàleg amb Silvia Schmid, el llibre "Amor de mujeres. El lesbianismo en la Argentina, hoy”. Va rebre un homenatge al Primer Encuentro Nacional de Mujeres Lesbianas y Bisexuales de Rosario del 2008.